# 愛麗絲·吉爾·愛德華茲
愛麗絲·吉爾·愛德華茲（英語：Alice Jill Edwards）是一名澳大利亞律師和學者。她是聯合國酷刑和其他殘忍、不人道或有辱人格的待遇或處罰問題特別報告員。

## 早年生活
愛德華茲出生於澳大利亞，在塔斯馬尼亞大學獲得學士學位。她擁有諾丁漢大學的法學碩士學位和法國國際人權研究所的國際法和比較法文憑。她回到澳大利亞，在澳洲國立大學攻讀國際公法博士學位。之後，她在國際特赦組織和莫三比克的非政府組織工作。

## 職業生涯
愛德華茲最初在日內瓦的聯合國難民事務高級專員辦事處（UNHCR）工作，2010年至2015年擔任保護政策和法律諮詢科科長。2016年至2021年，她領導《禁止酷刑公約》倡議（CTI）秘書處。她也是《酷刑》和《移民研究》雜誌的編輯委員會成員。
2022年，愛德華茲被任命為聯合國酷刑和其他殘忍、不人道或有辱人格的待遇或處罰問題特別報告員。她在2023年3月提交給聯合國的一份報告中指出，「調查酷刑的國家義務令人震驚地普遍執行不力」。她鼓勵各國加強調查酷刑指控。
她調查了俄烏戰爭中的酷刑問題。